# ヨハネス・ポンペ・ファン・メーデルフォールト
ヨハネス・レイディウス・カタリヌス・ポンペ・ファン・メールデルフォールト（Johannes Lijdius Catharinus Pompe van Meerdervoort, 1829年5月5日、ブルッヘ - 1908年10月7日、ブリュッセル）は、オランダ海軍の二等軍医。幕末の長崎に来日し、オランダ医学を伝えた。

## 紹介
ユトレヒトの陸軍軍医学校で医学を学び軍医として来日。日本で初めて基礎的な科目から医学を教え、伝習所付属の西洋式の病院「長崎養生所」も創設（長崎医科大学 (旧制)附属病院を経て、現在は長崎大学病院）した。患者の身分にかかわらず診療を行ったことでも知られている。1862年（文久2年）まで日本に滞在しオランダに帰国した。後年、日本での生活を振り返って「夢のようであった」と回想している。
長崎奉行所西役所医学伝習所において医学伝習を開始した1857年11月12日（安政4年9月26日）は、近代西洋医学教育発祥の日であり、現在長崎大学医学部の開学記念日とされている。

## 医学伝習所時代

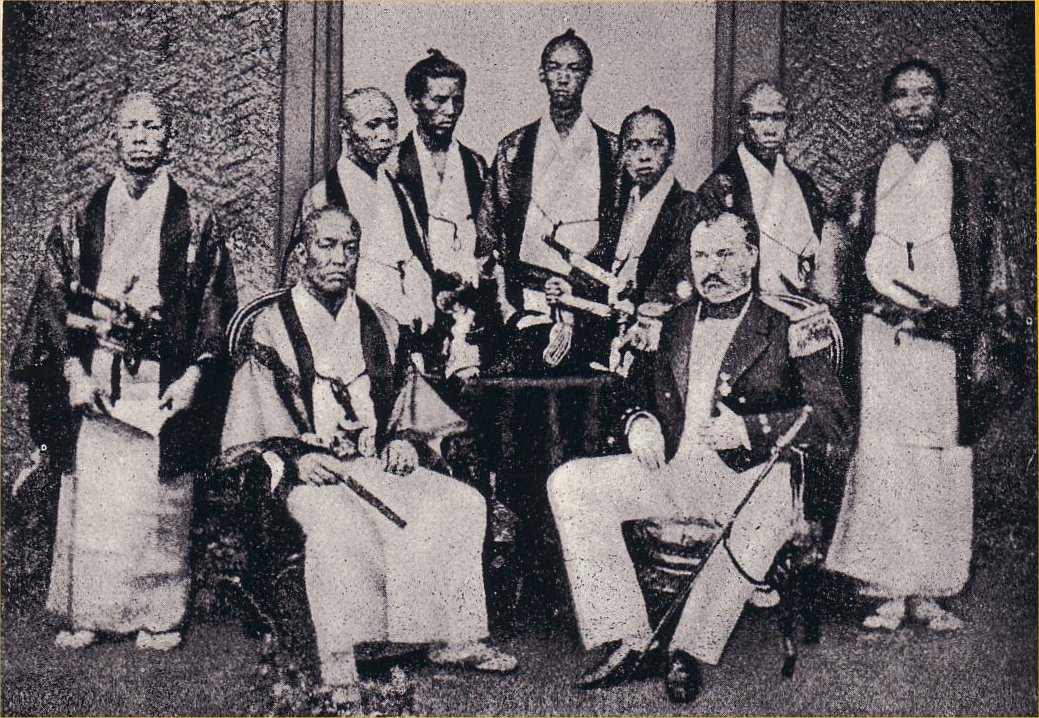
ポンペを囲む医学生、前列ポンペの左は松本良順

ポンペは長崎海軍伝習所の第二次派遣教官団であったカッテンディーケに選任され、松本良順の奔走により作られた医学伝習所で、教授として日本初の系統だった医学を教えることになった。彼の元で、松本良順（維新後は初代陸軍軍医総監）を始めとして、司馬凌海、岩佐純、長与専斎、佐藤尚中、関寛斎、佐々木東洋、入澤恭平など、近代西洋医学の定着に大きな役割を果たした面々が学んだ。
1855年（安政元年）に第一次海軍伝習の教師団が来日し、軍医のヤン・カレル・ファン・デン・ブルークが科学を教えたが、この授業はまだ断片的なものであった。この時、福岡藩医の河野禎造は、オランダ語の化学書である『舎密便覧』を著している。
その後、1857年（安政3年）に第二次海軍伝習によりポンペが来日し、松本良順の奔走により医学伝習所ができ、ポンペはその土台となる基礎科学から一人で教え始める。1857年11月12日のことで、長崎大学医学部はこの日を創立記念日としている。この時は長崎の西役所内で、松本良順と弟子12名に初講義を行った。後に学生の数が増えたため、西役所から、大村町の高島秋帆邸に教室を移した。
ポンぺの講義は物理学、化学から始まって、繃帯学、解剖学、組織学、生理学、病理学、内科学、外科学、眼科学といった医学関連科目をすべて教えた。これは従来の医学書の解読を行う部分的な学習とは全く異なる体系的教育であり、その内容は臨床的かつ実学的だった。ポンペはユトレヒト陸軍軍医学校で学んだ時の自らのノートをもとに講義を進め、同医学校で学んだ医学そのものが教えられた。最初は言葉の問題も大きかったが、後になると授業は8時間にもおよぶようになった。また、日本初の死体解剖実習を行った。1859年（安政6年）には人体解剖を行い、このときにはシーボルトの娘・楠本イネら46名の学生が参加した。解剖が許可される以前は、キュンストレーキという模型を用いた。
1860年（万延元年）には海軍伝習が終了するが、ポンペは残った。ポンペは1862年11月1日（文久2年9月10日）に日本を離れるまでの5年間、61名に対して卒業証書を出している。また教育の傍ら治療も行い、その数は14,530人といわれている。オランダへ戻ってからは開業し、赤十字にも関与した

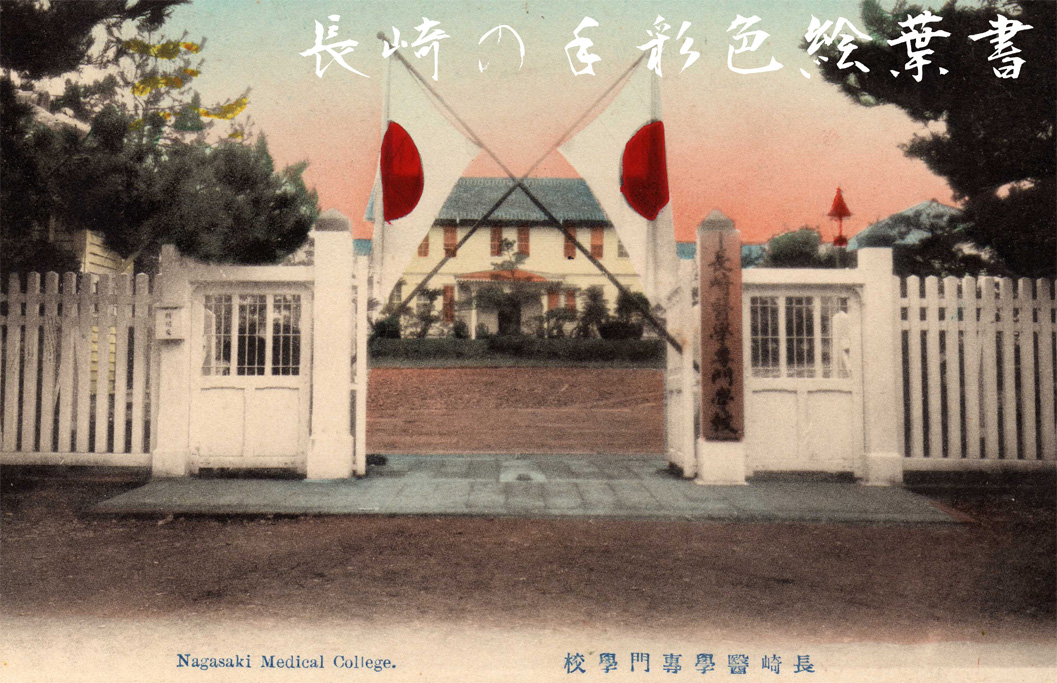
長崎医科大学（現長崎大学医学部）

1857年（安政4年）末には公開種痘を開始した。1858年（安政5年）に長崎市中で蔓延したコレラの治療に多大な功績を挙げた。また、1861年（文久元年）、長崎に124のベッドを持った日本で初めての近代西洋医学教育病院である「小島養生所」が建立された。ポンペの診療は相手の身分や貧富にこだわらない、きわめて民主的なものであった。日本において民主主義的な制度が初めて採り入れられたのは、医療の場であったともいえる。他にもポンペは、遊郭丸山の遊女の梅毒の検査も行っている。良順はまた西洋医学所の頭取となるが、伊東玄朴の失脚により、良順は奥医師のリーダー的存在となる。またポンペの保健衛生思想に共感を覚え、その後、新選組の屯所の住環境改善にそれを役立てた。

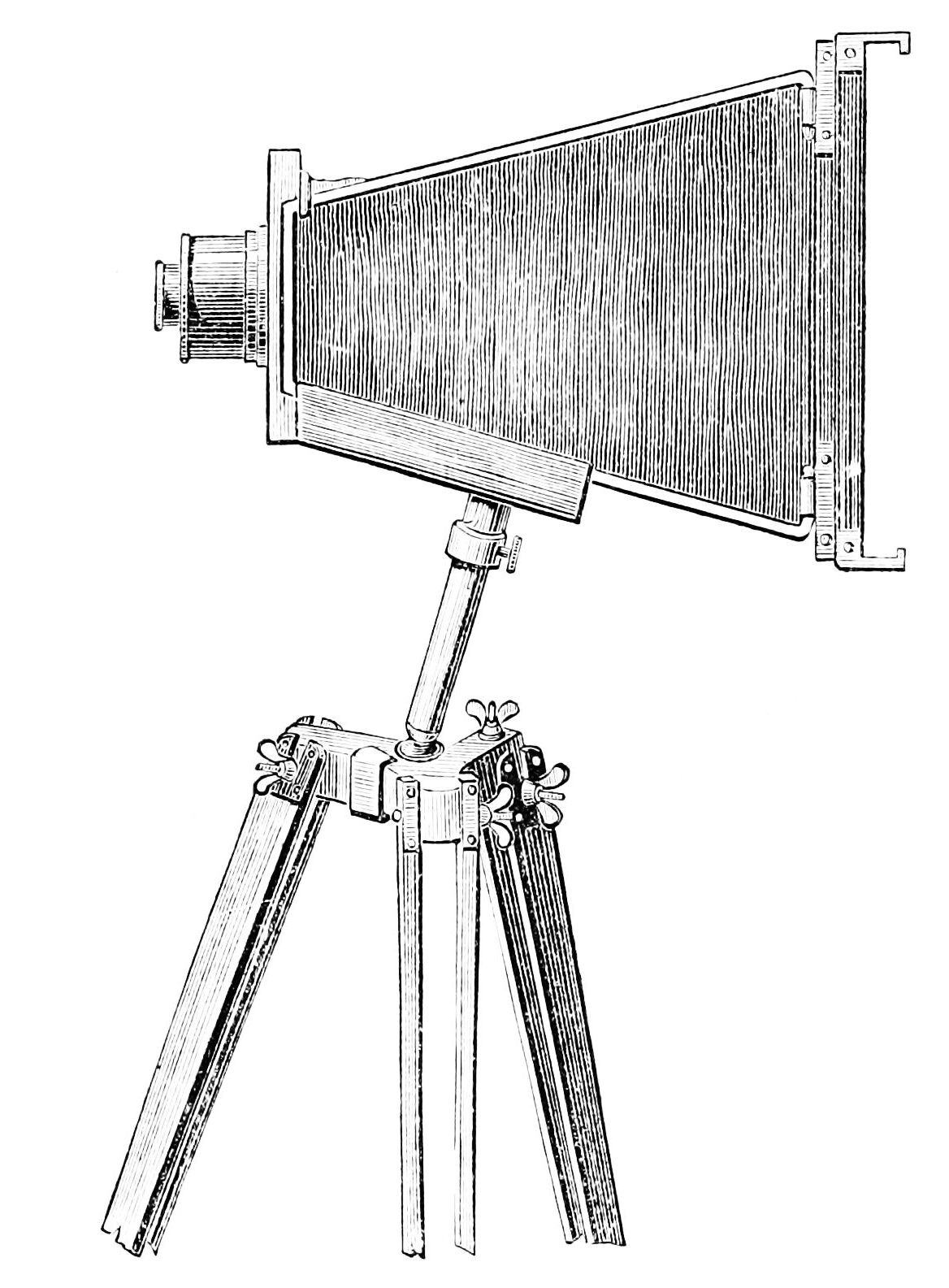
1878年当時のカメラ

後年、明治に入って、森鷗外がヨーロッパに留学中に赤十字の国際会議でポンペに出会い、日本時代の感想を聞いた時、「日本でやったことは、ほとんど夢のようであった」と語っている。晩年は牡蠣の養殖にも手を出したといわれる。ポンペの噂を聞きつけた緒方洪庵が、適塾の学生であった長与専斎をポンペのもとに送り込んだことからしても、その当時最新の医学教育であったことがわかる。
現在長崎大学医学部にはポンペ会館と良順会館が設立されている。
ポンペが医学を学んだユトレヒト陸軍軍医学校は、フランスによるオランダ支配当時、ライデンの陸軍病院付属という形でて建てられ、その後フランスの支配が終わってからも教育が続けられた。ユトレヒト大学医学部との関係を築きながら教育が行われ、軍や植民地への医官を養成するものだった。1850年代はその最盛期で、幕末維新に来日したオランダ人医師のかなりの人数がここの卒業生であった。また、ユトレヒト大学の化学の水準は高く、緊密な関係にあった陸軍軍医学校経由で、日本に高いレベルの化学がもたらされたといわれる。明治8年（1875年）に廃校となる。現在、この学校の建物はホテルとなっている。
ポンペは湿板写真の研究についても熱心であった。当時、長崎でポンペについて科学を勉強していた上野彦馬も共に写真の研究に着手した。感光板に必要な純度の高いアルコールには、ポンペが分けてくれたジュネパ（ジン）を使った。

## 講義の時間割と使用した薬

### 講義時間割
|        | 午前       | 午後   |
| ------ | ---------- | ------ |
| 月曜日 | 病理学総論 | 化学   |
| 火曜日 | 解剖学     | 生理学 |
| 水曜日 | 病理学総論 | 化学   |
| 木曜日 | 解剖学     | 生理学 |
| 金曜日 | 病理学総論 | 化学   |
| 土曜日 | 解剖学     | 採鉱学 |

＊採鉱学は長崎奉行の要望に応えたものと思われる。

### 薬物表
（用途がわかっているもののみ表示）
| 薬品名                                         | 用途                                     |
| ---------------------------------------------- | ---------------------------------------- |
| Acidum phosphorie 燐酸                         | 清涼、止瀉、消化                         |
| Aloe ロカイ                                    | 健胃緩下剤                               |
| Cantharides カンタリス                         | 皮膚薬、疼痛緩和\|                       |
| Ccbebea インド産のクベバ実                     | 治淋剤                                   |
| Emplastrum Cantharides カンタリス硬膏          | 炎症、神経痛                             |
| Extractum carduibenedicti キバナアザミのエキス | 鎮痛剤                                   |
| Extractum liquiritiae                          | 子宮出血・陣痛・月経過多                 |
| Extractum taraxaci タンポポ根のエキス          | 強壮剤、緩下剤                           |
| Folia Sennae センナ薬                          | 緩下剤                                   |
| Folia uva ursi ウワウルシ薬                    | 防腐・収斂剤                             |
| Lichen islandicus' 'イスランド苔               | 粘膜性健胃苦味剤                         |
| Lignum guajaci グアヤクホ                      | 利尿剤                                   |
| Lignum Sassafrus サッサフラス木                | 発汗・利尿剤                             |
| Manna マンナ樹                                 | 緩下剤・矯味剤（不快な臭みを消す）       |
| Nitrus argenti fusum                           | 殺菌・腐蝕・収斂                         |
| Oleum Foeniculi 茴香油                         | 健胃・駆風・矯味剤・点眼料               |
| Oleum jecoris aselli 肝油                      | 抗くる病・ビタミンAまたはビタミンD欠乏症 |
| Oleum menthae piperitae ハッカ油               | 健胃、駆風剤、清涼剤、興奮剤             |
| Oleum olivarum オレフ油                        | 乳剤・擦剤・浣腸料                       |
| Oleum ricini ヒマシ油                          | 緩下剤                                   |
| Oxymel simplex 果酢蜜                          | 甘味剤                                   |
| Radix jalappae pulverat 粉末状のヤラッパ根     | 下剤                                     |
| Radix sarsaparillae サルサ根                   | 梅毒                                     |
| Radix senegae セネガ根                         | 去痰剤                                   |

## 語録
ポンペが長崎時代に残した言葉が、長崎大学医学部に銘板として残されている。

医師は自らの天職をよく承知していなければならぬ。ひとたびこの職務を選んだ以上、もはや医師は自分自身のものではなく、病める人のものである。もしそれを好まぬなら、他の職業を選ぶがよい。

また「医者はよるべなき病者の友」とも教えている。